# Modena Football Club 1961-1962
Questa pagina raccoglie le informazioni riguardanti il Modena Football Club nelle competizioni ufficiali della stagione 1961-1962.

## Stagione
Nella stagione 1961-1962 il Modena disputa il ventesimo campionato di Serie B della sua storia, un torneo a 20 squadre con tre promozioni e tre retrocessioni, con 43 punti si piazza in terza posizione appaiato al Napoli, primo il Genoa con 54 punti, le tre squadre salgono in Serie A. Scendono in Serie C la Reggiana ed il Prato con 32 punti ed il Novara con 30 punti, frutto di una penalizzazione per illecito sportivo, perché di punti effettivi ne aveva ottenuti 36.
La squadra gialloblù dell'allenatore Vittorio Malagoli al termine del torneo cadetto, ottenne la seconda promozione consecutiva e fece ritorno in Serie A a tredici anni dall'ultima retrocessione. Con 12 reti il miglior marcatore stagionale dei canarini è stato Enrico Pagliari. In Coppa Italia superata la Reggiana (2-1) al primo turno, il Milan a San Siro (0-1) al secondo turno, il Modena perde pesantemente (4-1) a Lecco e viene eliminato negli Ottavi di Finale del torneo.

## Divise
| 1ª maglia |

## Organigramma societario
Area direttiva
- Presidente: Renzo Garuti

Area tecnica
- Allenatore: Vittorio Malagoli

## Rosa
| N. |                   | Ruolo | Calciatore         |
| -- | ----------------- | ----- | ------------------ |
|    | Italia (bandiera) | P     | Luigi Balzarini    |
|    | Italia (bandiera) | P     | Romano Collovati   |
|    | Italia (bandiera) | D     | Francesco Aguzzoli |
|    | Italia (bandiera) | D     | Giuseppe Barucco   |
|    | Italia (bandiera) | D     | Gianfranco Borsari |
|    | Italia (bandiera) | D     | Giordano Cattani   |
|    | Italia (bandiera) | D     | Dalmazio Cuttica   |
|    | Italia (bandiera) | C     | Marcello Agnoletto |
|    | Italia (bandiera) | C     | Angelo Bellemo     |
|    | Italia (bandiera) | C     | Enrico Cecchi      |

| N. |                   | Ruolo | Calciatore        |
| -- | ----------------- | ----- | ----------------- |
|    | Italia (bandiera) | C     | Lamberto Giorgis  |
|    | Italia (bandiera) | C     | Lamberto Leonardi |
|    | Italia (bandiera) | C     | Franco Marmiroli  |
|    | Italia (bandiera) | C     | Angelo Ottani     |
|    | Italia (bandiera) | C     | Maurizio Thermes  |
|    | Italia (bandiera) | C     | Giorgio Tinazzi   |
|    | Italia (bandiera) | C     | Ettore Venturelli |
|    | Italia (bandiera) | A     | Gianni Goldoni    |
|    | Italia (bandiera) | A     | Enrico Pagliari   |
|    | Italia (bandiera) | A     | Ivo Vetrano       |

## Risultati

### Serie B

#### Girone d'andata
| Arbitro: | Monti (Ancona) |

|  |           |                                       |
|  | Marcatori | 21’ Venturelli 73’, 85’, 90’ Pagliari |

| Modena 10 settembre 1961 2ª giornata | Modena                | 0 – 0 | Napoli | Stadio Comunale\| Arbitro: \| De Marchi (Pordenone) \| |
| Arbitro:                             | De Marchi (Pordenone) |       |        |                                                        |

| Arbitro: | Righetti (Torino) |

|               |           |                    |
| Campanini 63’ | Marcatori | 54’ (rig.) Cuttica |

| Arbitro: | Angonese (Venezia) |

|  |           |              |
|  | Marcatori | 37’ Bizzarri |

| Arbitro: | Barolo (Venezia) |

|             |           |  |
| Vetrano 33’ | Marcatori |  |

| Arbitro: | Rancher (Roma) |

|                       |           |             |
| Cappellaro 78’ (rig.) | Marcatori | 45’ Vetrano |

| Arbitro: | Annoscia (Bari) |

|              |           |  |
| Pagliari 14’ | Marcatori |  |

| Arbitro: | Bonetto (Torino) |

|                                     |           |  |
| Goldoni 25’ (aut.) Greatti 49’, 75’ | Marcatori |  |

| Modena 5 novembre 1961 9ª giornata | Modena           | 0 – 0 | Genoa | Stadio Comunale\| Arbitro: \| Di Tonno (Lecce) \| |
| Arbitro:                           | Di Tonno (Lecce) |       |       |                                                   |

| Arbitro: | De Robbio (Torre Annunziata) |

|  |           |              |
|  | Marcatori | 78’ Leonardi |

| San Benedetto del Tronto 26 novembre 1961 11ª giornata | Sambenedettese    | 0 – 0 | Modena | Stadio Fratelli Ballarin\| Arbitro: \| Righetti (Torino) \| |
| Arbitro:                                               | Righetti (Torino) |       |        |                                                             |

| Arbitro: | Rancher (Roma) |

|             |           |  |
| Giorgis 44’ | Marcatori |  |

| Parma 10 dicembre 1961 13ª giornata | Parma              | 0 – 0 | Modena | Stadio Ennio Tardini\| Arbitro: \| Angelini (Firenze) \| |
| Arbitro:                            | Angelini (Firenze) |       |        |                                                          |

| Arbitro: | Sbardella (Roma) |

|              |           |  |
| Leonardi 50’ | Marcatori |  |

| Arbitro: | Angonese (Venezia) |

|              |           |                                 |
| Pagliari 51’ | Marcatori | 15’, 37’ Traspedini 42’ Fantini |

| Arbitro: | Righetti (Torino) |

|                               |           |                               |
| Bagnoli 6’ Rambone 39’ (rig.) | Marcatori | 8’ Pagliari 90’ (aut.) Florio |

| Arbitro: | Rebuffo (Milano) |

|                            |           |                    |
| Costa 12’ Lenzi 88’ (rig.) | Marcatori | 27’ (rig.) Cuttica |

| Arbitro: | Gandiolo (Alessandria) |

|                                              |           |  |
| Marmiroli 46’ Agnoletto 63’ Tinazzi 73’, 88’ | Marcatori |  |

| Arbitro: | Samani (Trieste) |

|                              |           |  |
| Cicogna 20’ Giammarinaro 23’ | Marcatori |  |

#### Girone di ritorno
| Arbitro: | Sebastio (Taranto) |

|              |           |  |
| Pagliari 65’ | Marcatori |  |

| Arbitro: | Leita (Udine) |

|                           |           |  |
| Fraschini 67’ Fanello 88’ | Marcatori |  |

| Arbitro: | Caporali (Cremona) |

|                          |           |  |
| Vetrano 49’ Pagliari 79’ | Marcatori |  |

| Arbitro: | Jonni (Macerata) |

|             |           |  |
| Longoni 44’ | Marcatori |  |

| Novara 25 febbraio 1962 24ª giornata | Novara             | 0 – 0 | Modena | Stadio Comunale\| Arbitro: \| Sebastio (Taranto) \| |
| Arbitro:                             | Sebastio (Taranto) |       |        |                                                     |

| Modena 4 marzo 1962 25ª giornata | Modena                    | 0 – 0 | Alessandria | Stadio Alberto Braglia\| Arbitro: \| Cataldo (Reggio Calabria) \| |
| Arbitro:                         | Cataldo (Reggio Calabria) |       |             |                                                                   |

| Arbitro: | Righetti (Torino) |

|                                              |           |             |
| Ciccolo I 28’ Carminati 46’ Calloni 57’, 78’ | Marcatori | 85’ Goldoni |

| Arbitro: | Gambarotta (Genova) |

|             |           |  |
| Tinazzi 46’ | Marcatori |  |

| Arbitro: | Angelini (Firenze) |

|                                               |           |                    |
| Bean 55’, 62’, 75’ Pantaleoni 79’ Firmani 84’ | Marcatori | 21’ (rig.) Cuttica |

| Arbitro: | Annoscia (Bari) |

|             |           |                 |
| Giorgis 63’ | Marcatori | 19’, 60’ Pagani |

| Modena 8 aprile 1962 30ª giornata | Modena            | 0 – 0 | Sambenedettese | Stadio Comunale\| Arbitro: \| Grignani (Milano) \| |
| Arbitro:                          | Grignani (Milano) |       |                |                                                    |

| Arbitro: | Bonetto (Torino) |

|  |           |              |
|  | Marcatori | 85’ Pagliari |

| Modena 22 aprile 1962 32ª giornata | Modena           | 0 – 0 | Parma | Stadio Comunale\| Arbitro: \| Babini (Ravenna) \| |
| Arbitro:                           | Babini (Ravenna) |       |       |                                                   |

| Arbitro: | Angelini (Firenze) |

|                                |           |                          |
| Maschietto 47’ Postiglione 63’ | Marcatori | 65’ Pagliari 87’ Vetrano |

| Arbitro: | Righetti (Torino) |

|                            |           |  |
| Traspedini 27’ Fantini 79’ | Marcatori |  |

| Arbitro: | Gambarotta (Genova) |

|                              |           |                               |
| Pagliari 8’, 18’ Giorgis 19’ | Marcatori | 75’ (aut.) Cattani 85’ Florio |

| Arbitro: | Jonni (Macerata) |

|                                 |           |           |
| Giorgis 17’ (rig.) Leonardi 70’ | Marcatori | 81’ Lenzi |

| Arbitro: | Grignani (Milano) |

|             |           |                    |
| Bassetto 8’ | Marcatori | 37’ (rig.) Giorgis |

| Arbitro: | Politano (Cuneo) |

|                                |           |            |
| Vetrano 30’, 82’ Marmiroli 43’ | Marcatori | 1’ Virgili |

### Coppa Italia
| Arbitro: | Righetti (Torino) |

|                          |           |                   |
| Pagliari 35’ Bellemo 51’ | Marcatori | 15’ (aut.) Ottani |

| Arbitro: | D'Agostini (Roma) |

|  |           |                    |
|  | Marcatori | 68’ (rig.) Cuttica |

| Arbitro: | Leita (Udine) |

|                                                 |           |             |
| Savioni 2’ Lindskog 35’ (rig.), 45’ Abbadie 52’ | Marcatori | 87’ Giorgis |

## Statistiche

### Statistiche di squadra
| Competizione | Punti | In casa | In casa | In casa | In casa | In casa | In casa | In trasferta | In trasferta | In trasferta | In trasferta | In trasferta | In trasferta | Totale | Totale | Totale | Totale | Totale | Totale | DR |
| Competizione | Punti | G       | V       | N       | P       | Gf      | Gs      | G            | V            | N            | P            | Gf           | Gs           | G      | V      | N      | P      | Gf     | Gs     | DR |
| ------------ | ----- | ------- | ------- | ------- | ------- | ------- | ------- | ------------ | ------------ | ------------ | ------------ | ------------ | ------------ | ------ | ------ | ------ | ------ | ------ | ------ | -- |
| Serie B      | 43    | 19      | 11      | 5       | 3       | 22      | 10      | 19           | 4            | 8            | 7            | 17           | 26           | 38     | 15     | 13     | 10     | 39     | 36     | +3 |
| Coppa Italia |       | 1       | 1       | 0       | 0       | 2       | 1       | 2            | 1            | 0            | 1            | 2            | 4            | 3      | 2      | 0      | 1      | 4      | 5      | -1 |
| Totale       | -     | 20      | 12      | 5       | 3       | 24      | 11      | 21           | 5            | 8            | 8            | 19           | 30           | 41     | 17     | 13     | 11     | 43     | 41     | +2 |

### Statistiche dei giocatori[4]
| Giocatore     | Serie B  | Serie B | Coppa Italia | Coppa Italia | Totale   | Totale |
| Giocatore     | Presenze | Reti    | Presenze     | Reti         | Presenze | Reti   |
| ------------- | -------- | ------- | ------------ | ------------ | -------- | ------ |
| M. Agnoletto  | 7        | 1       | 1            | 0            | 8        | 1      |
| F. Aguzzoli   | 21       | 0       | 2            | 0            | 23       | 0      |
| L. Balzarini  | 33       | -29     | 2            | -2           | 35       | -31    |
| G. Barucco    | 30       | 0       | 1            | 0            | 31       | 0      |
| A. Bellemo    | 13       | 0       | 2            | 1            | 15       | 1      |
| G. Borsari    | -        | -       | 1            | 0            | 1        | 0      |
| G. Cattani    | 20       | 0       | -            | -            | 20       | 0      |
| E. Cecchi     | 3        | 0       | 1            | 0            | 4        | 0      |
| R. Collovati  | 5        | -7      | -            | -            | 5        | -7     |
| D. Cuttica    | 29       | 3       | 2            | 1            | 31       | 4      |
| Felloni       | -        | -       | 1            | 0            | 1        | 0      |
| L. Giorgis    | 27       | 5       | 3            | 1            | 30       | 6      |
| G. Goldoni    | 29       | 1       | 2            | 0            | 31       | 1      |
| L. Leonardi   | 29       | 3       | 1            | 0            | 30       | 3      |
| F. Marmiroli  | 24       | 2       | 2            | 0            | 26       | 2      |
| A. Ottani     | 28       | 0       | 2            | 0            | 30       | 0      |
| E. Pagliari   | 36       | 12      | 2            | 1            | 38       | 13     |
| Pedrazzi      | -        | -       | 1            | -4           | 1        | -4     |
| Po            | -        | -       | 1            | 0            | 1        | 0      |
| U. Razzaboni  | -        | -       | 1            | 0            | 1        | 0      |
| Sereni        | -        | -       | 1            | 0            | 1        | 0      |
| M. Thermes    | 20       | 0       | 1            | 0            | 21       | 0      |
| G. Tinazzi    | 28       | 3       | -            | -            | 28       | 3      |
| E. Venturelli | 7        | 1       | 3            | 0            | 10       | 1      |
| I. Vetrano    | 29       | 6       | 1            | 0            | 30       | 6      |